# مخاطرة

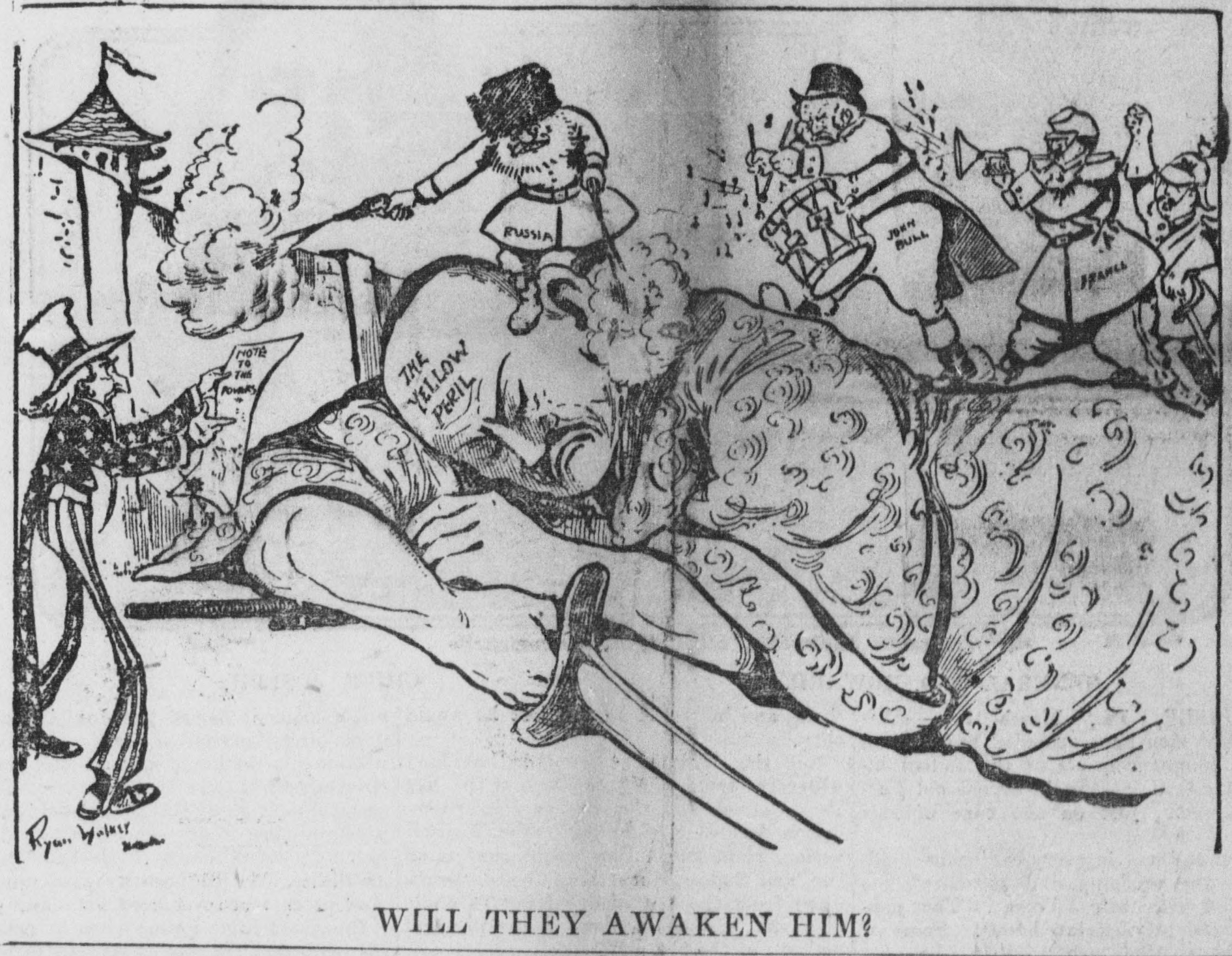

المخاطرة تعبير يشير إلى خطر مستقبلي محتمل ناجم عن إجراء عمل ما. أي أن مفهوم المخاطرة يركز على النواحي السلبية المترتبة على القيام بذلك الفعل. من منطلق آخر، يمكن النظر للمخاطرة على أنها فرصة يمكن أن تأتي بنواحٍ إيجابية. يعود البت في فعل المخاطرة أو الحِيطة منها بعد دراسة وتقييم للموقف. على العموم يتطلب توفر جرأة في الشخص الذي يريد القيام بالمخاطرة.
يمكن تعريف مفهوم المخاطرة بتأثير عدم اليقين في تحقيق الأهداف (ISO/2009)، والذي يمكن أن يكون إيجابيّا أو سلبيّا.